# 한국계 브라질인
한국계 브라질인(韓國系 브라질人, 브라질 포르투갈어: Coreano-brasileiro)은 브라질에 거주하는 한국인 또는 한국인의 전체, 부분 또는 대부분을 말한다. 중남미 최대 규모인 브라질의 한인 인구는 약 5만 명이다.
2010년 1월 6일 시법 15100호에 따라 상파울루 시의회는 공식적으로 봉헤찌로를 한국 문화 지역으로 인정했다.
종교 면에서 한국 브라질인의 대다수는 개신교이며 소수는 가톨릭 신자이다. 브라질 한인 사회에는 한식당보다 한인교회가 더 많다. 브라질의 한인 공동체에는 세 곳의 불교 사찰이 있는데, 이는 외국인 숭배자들도 끌어들이고 있다.

## 교육
브라질한국학교는 상파울루 봉헤찌로에 위치한 한국의 국제학교였다.

## 주목할만한 인물
- 안젤라 박, LPGA 골퍼
- 프로축구 선수 김현솔
- 최송이, 2013 미스코리아, 2013 미스 어스파이어, 2015 미스월드 브라질 2위
- 이아라 리, 영화감독
- 성정모, 해방신학자

## 같이 보기
- 한민족
- 일본계 브라질인